# Nils-Aslak Valkeapää
Nils-Aslak Valkeapää, també conegut com a Áillohaš en llengua sami septentrional (Enontekiö, 23 de març de 1943 - Espoo, 26 de novembre de 2001) va ser un músic, poeta, activista i artista multidisciplinari d'ètnia sami i nacionalitat finlandesa i noruega.
Va nàixer a una família de ramaders de rens tradicionals de rens a la (Lapònia Finlandesa), però no va voler seguir aquest ofici, perquè es veia incapaç de sacrificar animals. Va viure molt de temps a la reserva natural de Käsivarsi (Giehtaruohttasa) a Finlàndia, prop de la frontera amb Suècia, així com a Skibotn (Ivgubahta), Noruega.
Sempre va ser un activista amb la cultura i la llengua sami. Va escriure gran part de la seua obra en sami septentrional, i el 1991 va ser el primer escriptor en llengua sami que va rebre el Premi de Literatura del Consell Nòrdic.
El 1968 va gravar "Joikuja", en el qual modernitzava el cant sami tradicional, joik, introduint-hi música instrumental. En total va gravar més de deu àlbums en els quals combinava el joik amb música clàssica, moderna i pop. D'aquesta manera va aconseguir revifar el joik i difondre-lo arreu del món. El 1987 va compondre la banda sonora de la primera pel·lícula en sami, Ofelaš (dirigida per Nils Gaup i distribuïda arreu com a "Pathfinder"), en la qual feia el paper del cap de la tribu (Siida-isit).
Com a activista cultural va organitzar festivals i altres projectes culturals vinculats a la cultura sami, com el Festival sami de Pasqua de Kautokeino.En els seus concerts i exhibicions internacionals sovint convidava músics i artistes samis. El 1993 es va crear en honor seu el Premi Áillohaš de música.
Nils-Aslak Valkeapää va morir el 2001 a Espoo mentre tornava a casa després d'un llarg viatge al Japó.

## Discografia[3]

### Àlbums
- Joikuja (1968)
- Juoigamat (1973)
- Vuoi Biret-Maaret, vuoi! (1974)
- De čábba niegut runiidit (1976)
- Duvva, Áilen Niga Elle ja Aillohas (1976)
- Sámi eatnan duoddariid (1978)
- Sápmi, vuoi Sápmi! (1982)
- Davas ja geassai (1982)
- Beaivi, áhčážan (1988)
- Eanan, eallima eadni (1990)
- Sámi luondu, gollerisku (1992)
- Goase dušše (1994)
- Dálveleaikkat/Wintergames (1994)

### Poesia
- 1974 – Giđa ijat čuovgadat
- 1976 – Lávllo vizar biello-cižáš
- 1981 – Ádjaga silbasuonat
- 1985 – Ruoktu váimmus
- 1988 – Beaivi, Áhčážan
- 1994 – Nu guhkkin dat mii lahka – Så fjernt det nære
- 1996 – Jus gazzebiehtár bohkosivččii
- 1999 – Girddán, seivvodan
- 2001 – Eanni, eannážan